# 자유의 여신상 박물관
자유의 여신상 박물관(영어: Statue of Liberty Museum)은 미국 뉴욕주 뉴욕 리버티섬에 있는 박물관이다. 2019년 5월 16일 개관하였다. 프랑스의 조각가 프레데리크 오귀스트 바르톨디가 조각하여 1886년 미국에게 준 자유의 여신상에 대한 구조, 역사, 의미 등을 전시하고 있다.